# گمینا شدلیشچه
گمینا شدلیشچه (به لهستانی:  Gmina Siedliszcze) یک گمینا در لهستان است که در شهرستان خوم واقع شده‌است. گمینا شدلیشچه ۱۵۳٫۹ کیلومتر مربع مساحت و ۷٬۰۵۰ نفر جمعیت دارد.